# سلوك سلبي عدواني
السلوك السلبي العدواني  هو سلوك مؤذي يقوم به الفرد كتعبير عن شعور عدواني لكن بأساليب غير مباشرة. من علامات هذا السلوك التسويف، إلقاء نكت عدائية، العناد، الاستياء، العبوس، اللامبالاة، أو الفشل المتعمد والمتكرر في إنجاز المهام الموكلة للفرد.

## التسمية
التسمية هي ترجمة لمصطلح (بالإنجليزية: Passive-aggressive behavior). في العادة، تترجم كلمة (بالإنجليزية: Passive)، وخاصة في الترجمة الألية، إلى "سلبي" مما يجعل البعض يترجم المصطلح إلى "سلوك عدائي سلبي"، بينما، في هذه الحالة، وبحسب تعريف الحالة، (بالإنجليزية: Passive) تعني غير ظاهر أو مستتر أو مقنع. لذلك، اعتمدت كلمة مستتر بدلا من سلبي للدلالة الأصح. كما يمكن استعمال ترجمات أخرى معظمها متداول مثل: "سلوك عدواني مقنع" أو "سلوك عدواني بارد"، أو ""سلوك عدواني صامت"، أو "سلوك عدواني غير مباشر".

## التعريف
يعرف أطباء النفس العرب السلوك العدواني المستتر بـ«شخصية سلبية عدوانية تبدو طيبة ومسالمة ولكنها في الحقيقة تحمل عدوانا هائلا في داخلها يخرج بطريقة غير مباشرة وغير معلنة في الخفاء، و هذه الشخصية لم تعتاد المواجهة والتعبير عن رأيها والدفاع عن نفسها فهي تعرضت في طفولتها للقهر والكبت لذلك فهي تخاف الناس ولا تصارحهم بمشاعرها الحقيقية»
أما الجمعية الأمريكية للأطباء النفسيين، فتعرف السلوك العدواني المستتر في دليلها «نمط شائع من المواقف السلبية أوالمقاومة السلبية تجاه الأداء المطلوب في الأوضاع الاجتماعية والمهنية».

## مجالات تطبيقها

### في مجال علم النفس
في علم النفس، يتميز السلوك العدواني المستتر بنمط متكرر من المقاومة المستترة لمتطلبات العمل الموكلة للفرد والتي تظهر بشكل معارضة، أو عناد، أو إتخاذ المواقف السلبية كرد فعل تجاه ما يتعلق بالعمل أو الأفراد. كما تظهر جليا في أماكن العمل إذ تظهر المقاوم المستترة بشكل التلكوء في القيام بالعمل أو نسيان نتزايد أو تدني متعمد للكفاءة وبخاصة تجاه أوامر من سلطات أعلى كما يمكن أن تظهر تجاه أفراد أخرين. ويمكن أن تسوء لتصل لحالات وضع العقبات وإفشال متعمد للمهام.

### في مجال المعارضة الإجتماعية
السلوك العدائي المستتر يماثل مبدا المقاومة السلمية في النمط إلا أنه يختلف عنها بعدم وجود هدف موحد يحاولون تحقيقه.

### في مجال العمل
تظهر عوارض العدوانية المستترة بشكل كبير في العمل. فالفرد الذي يشكو من عوارضها يشكل خطرا على كفاءة العمل قد تصل إلى حالات هدامة. اما إذا كان المسؤول يشكو من سلوكيات عدوانية مستترة، فيكون الإتجاه خنق قدرات الموظفين الخلاقة.

## فرعيات ميلون
اقترح عالم النفس، ميلون، أربع أنوع فرعي للعدوانية:
- المتذبذب: تتذبذب أحاسيس الشخص بين الانذهال، الإرباك والغموض. يصعب فك طلاسم أفكاره أو مزاجيته.
- الساخط: متذمر، تافه، نكد، نزق، يحس بالمرارة، شاكي، عبوس، شائك، ومتقلب المزاج؛ يتجنب المواجهة؛ يستخدم الشكاوى المشروعة وإن كانت تافهة.
- الموارب: معارضة بشكل الدوران حول الموضوع، تيهي، غامض، متسوف، يتضيع الوقت، كثير النسيان، عدم الكفاءة والإهمال والعناد وغير المباشرة، إلتوئية في تنفيس الاستياء وسلوكيات مقاومة.
- الوقح: مجادل، متعنت، منقسم، مشاكس؛ عصبي، الكاوية، مذل، قاسي، متناقض ؛ قليل التورع قليل الضمير أو الندم.

## الأسباب
في معظم الأحيان، تنشأ سلوكية العدوانية المستترة منذ الطفولة وبسبب الوضع العائلي، مثل والدين مدمنين على الكحول أو المخدرات، أو في أي وضع لا يسمح للفرد بالتعبير عن الغضب أو الإحباط. فالعائلات التي تكبح أحاسيس أبنائها تدفع الأبناء على كبت غضبهم وتعلمهم - من دون إدراك - على استخدام أساليب ملتوية للتعبير عن شعورهم.

## العلاج
يقترح الطبيب النفسي كانتور العلاج باستخدام أساليب العلاج التي تعتمد الديناميكية النفسية، والعلاج الداعم، والمعرفية والسلوكية والشخصية. تطبيق هذه الطرق على كل من الشخص العدواني المستتر وعلى الضحية المستهدفة.

## أنظر ايضاً
- اضطراب الشخصية السلبية العدوانية